# Operazione San Gennaro
Operazione San Gennaro è un film del 1966, diretto da Dino Risi.

## Trama

Mamma Assunta (Vittoria Crispo) in una scena del film.

Napoli. Jack, Maggie e Frank sono tre ladri statunitensi giunti in città per rubare il tesoro di San Gennaro. Senza svelare i loro piani, i tre chiedono aiuto a una vecchia gloria della malavita napoletana, don Vincenzo "il fenomeno", che però si sente troppo vecchio per nuove imprese ed è inoltre detenuto a Poggioreale. Egli consiglia quindi ai tre di rivolgersi al suo pupillo Armanduccio Girasole, detto "Dudù". Questi è a capo di una sgangherata banda composta da Sciascillo, suo assistente personale, il "Barone", un uomo che avendo il cuore a destra vive facendosi ospitare in aule universitarie e congressi internazionali di medicina, il becchino "Agonia" e il "Capitano", tecnico della banda.
Inizialmente Jack non informa Dudù delle sue reali intenzioni, ma gli chiede soltanto aiuto per realizzare un grosso colpo. Nonostante le deficienze tecniche caratterizzanti la componente "napoletana" del gruppo, vengono gettate le basi e decisi giorno e ora del colpo stesso.
Il primo tentativo fallisce sul nascere perché, dovendo Dudù trattenersi a una festa di matrimonio, la banda, coinvolta nei festeggiamenti, perde il bulimico Frank che muore per indigestione dopo aver mangiato un'abnorme quantità di cozze. Con la morte di Frank, Jack è costretto a informare Dudù del suo piano: impadronirsi del tesoro di San Gennaro, valevole 30 miliardi di lire. Dudù e la sua banda tentennano davanti a una proposta che non solo è difficile da attuare, ma appare anche sacrilega. Decidono così di chiedere il permesso al santo, interpretando come un suo assenso un raggio di sole che, dopo la pioggia, ne illumina la statua. Le vere intenzioni di Dudù sono comunque quelle di tenere tutto il tesoro per sé e usarne una parte per portare benefici alla città. Come già successo in occasione del primo colpo fallito, Dudù propone agli americani di ritentarlo durante la serata finale del Festival di Napoli, per poter approfittare così di una città semideserta e distratta dalla manifestazione canora.
Alla data stabilita, la banda si rimette in azione. Agonia e il Capitano si aprono un varco nelle fogne con laser, apparecchi a ultrasuoni ed esplosivo, ma, a causa di una soffiata, la polizia si trova nella zona dell'esplosione e li arresta. Dudù, Jack e Maggie, dopo aver fortunosamente oltrepassato un muro e dei fili elettrici, si ritrovano bloccati nella cripta della chiesa del tesoro e, in un gesto di rabbia, il guappo picchia i pugni sul muro, accorgendosi che al di là di esso c'è una porta. Entrati, i tre trovano Sciascillo, il quale spiega di essere entrato tranquillamente dalla porta della chiesa lasciata aperta dal distratto custode. Ancora una volta in maniera fortuita, riescono a impossessarsi del tesoro infrangendo il cristallo antiproiettile, ma poco dopo Jack e Maggie traggono in inganno Dudù e fuggono con il bottino. Dopo un inseguimento tra le vie del centro storico, la donna, per non dover spartire il malloppo con Jack, lo uccide e fa precipitare l'auto in mare insieme al cadavere.
Dudù e Sciascillo assistono al recupero dell'auto dalle acque del porto, convinti che tanto Jack quanto Maggie siano finiti a mare con il tesoro, ormai rassegnati alle possibili conseguenze negative della sparizione di un simbolo della città. Poco dopo vengono però a sapere da Concettina, la fidanzata di Dudù, che Maggie non è morta, ed è anzi fuggita di buon'ora a Capodichino, pronta a tornare negli States. Dopo aver chiesto a Concettina di far trovare all'uscita dell'aeroporto una persona travestita da arcivescovo di Napoli con la quale fuggire in Svizzera per depositare in banca il tesoro, affiancato da Sciascillo, Dudù raggiunge l'aeroporto e, appena prima della partenza, riesce a intercettare Maggie strappandole il tesoro che lei si era cucita addosso. Nulla può però contro mamma Assunta, la madre adottiva infuriata per il furto sacrilego, che coinvolge il vero arcivescovo di Napoli. Sarà quest'ultimo a prelevarlo personalmente all'aeroporto e a condurlo con la sua auto in mezzo alla folla in festa per la processione di San Gennaro. Dudù tenta all'ultimo momento di sottrarsi con la borsa contenente il bottino ma, stretto dalla folla e scambiato da tutti come l'eroico salvatore del tesoro, non può far altro che restituirlo alla città. Nella scena finale, Dudù e altri membri della banda diventano loro malgrado i "portatori" della statua di San Gennaro, mentre la banda musicale suona le note di Simmo 'e Napule paisà.

## Riprese
Le riprese si svolsero essenzialmente a Napoli e nei suoi dintorni. Il terrazzo di casa di Dudù è in via Toledo 424 (con panoramica sulla vicina cupola della Basilica dello Spirito Santo e la Certosa di San Martino), mentre la scena del banchetto nuziale è stata girata a villa Campolieto a Ercolano, famosa villa vesuviana progettata dal Vanvitelli.
L'esterno e l'interno della chiesa per la scena della richiesta a San Gennaro sono stati girati nella chiesa dei Girolamini. La statua in legno di San Gennaro alla quale si rivolge Dudù e che viene poi portata in processione nel finale (a Sant'Antonio a Posillipo) fu scolpita per l'occasione ed è tuttora conservata nella Chiesa dei Girolamini.
La strada di accesso al carcere di Poggioreale dove si trova Don Vincenzo e il portone di ingresso del carcere sono in realtà gli esterni del Castello Aragonese di Baia.

### Festival di Napoli
Le canzoni presentate al Festival di Napoli dell'anno cui si riferisce il film (1966), presentato da un giovane Pippo Baudo, e che è possibile ascoltare come sottofondo in alcune scene sono:
- Ce vo' tiempo, cantata da Peppino di Capri è la prima canzone del festival ed è con il suo sottofondo che comincia l'operazione nelle vie adiacenti al Duomo di Napoli;
- Ma pecché, cantata da Iva Zanicchi;
- 'A pizza, cantata da Giorgio Gaber;

A vincere il festival di quell'anno fu Bella cantata da Sergio Bruni e Robertino, come annunciato con euforia dal Barone.

## Sequel
- Nel 1967, il film avrà un seguito, Operazione San Pietro con regia di Lucio Fulci, e con Lando Buzzanca al posto di Manfredi. Il film,  ambientato a Roma, non ebbe lo stesso successo.